# (713) Luscinia
(713) Luscinia – planetoida należąca do zewnętrznej części pasa głównego asteroid okrążająca Słońce w ciągu 6 lat i 91 dni w średniej odległości 3,39 au. Została odkryta 18 kwietnia 1911 roku w Landessternwarte Heidelberg-Königstuhl w Heidelbergu przez Josepha Helffricha. Nazwa planetoidy wywodzi się od łacińskiego słowa Luscinia, w języku polskim oznaczającego w ornitologii gatunek słowika. Przed nadaniem nazwy planetoida nosiła oznaczenie tymczasowe (713) 1911 LS.